# 大禾根蚜
大禾根蚜（学名：Forda marginata），又名緣五節根蚜，为綿癭蚜科根蚜屬下的一个种。